# Трун (посёлок)
Разъезд Трун — посёлок в Чернушинском районе Пермского края. Входит в состав Труновского сельского поселения.
Находится примерно в 16 км к востоку от центра города Чернушки.

## Население
В 2005 году численность населения составляла 82 человека.
По результатам переписи 2010 года численность населения составила 28 человек, в том числе 15 мужчин и 13 женщин.